# Mussey-sur-Marne
Mussey-sur-Marne település Franciaországban, Haute-Marne megyében. Lakosainak száma 368 fő (2022. január 1.). Mussey-sur-Marne Blécourt, Donjeux, Fronville, Rouvroy-sur-Marne és Saint-Urbain-Maconcourt községekkel határos.

## Népesség
A település népességének változása:
| Lakosok száma | 398  | 341  | 339  | 335  | 359  | 361  | 372  | 381  | 385  | 368  |
|               | 1968 | 1982 | 1990 | 2006 | 2013 | 2015 | 2017 | 2019 | 2020 | 2022 |